# On Air - Storia di un successo
On Air - Storia di un successo è un film del 2016 diretto da Davide Simon Mazzoli, alla sua prima esperienza come regista, e co-prodotto con Daniele Gramiccia. Il film racconta la storia personale e professionale del conduttore radiofonico Marco Mazzoli, creatore del programma Lo Zoo di 105 e cugino del regista. 
Il film è ispirato dal libro Radiografia di un dj che non piace, scritto da Marco Mazzoli e Davide Simon Mazzoli, pubblicato da Rizzoli nel 2011. Il brano che chiude il film è Welcome to the Zoo, dei Bloom 06.

## Trama
Milano. Durante una riunione, un editore commissiona ad uno scrittore una biografia di Marco Mazzoli, conduttore radiofonico della trasmissione Lo Zoo di 105: non conoscendo il personaggio lo scrittore è piuttosto scettico ma accetta comunque l'incarico. Successivamente va a casa del dj per il loro primo incontro, e proprio in quell'occasione Mazzoli scopre il tradimento dei suoi tre colleghi Fabio Alisei, Paolo Noise e Wender, che hanno deciso di passare alla concorrenza. Da qui in poi inizia il racconto della vita di Mazzoli, dall'infanzia trascorsa a Los Angeles fino alla nascita dello Zoo nel 1999, passando per la scoperta del suo amore per la radio nell'adolescenza e la lunga gavetta da giovane.

## Produzione
Il film è stato prodotto dalla MGP Film da Davide Simon Mazzoli e Daniele Gramiccia. Gli effetti speciali sono a opera della Dadomani Studio e Makinarium.

## Distribuzione
La pellicola è stata distribuita il 31 marzo 2016 dalla Medusa Distribuzione.

## Accoglienza

### Incassi
Nonostante le difficoltà legate alla totale assenza di supporto pubblicitario — al punto da non avere nemmeno le locandine esposte nei cinema e con orari di proiezione relegati alla mattina o a tarda sera — il film ha incassato complessivamente 370000 €, un risultato discreto per un film italiano completamente indipendente.

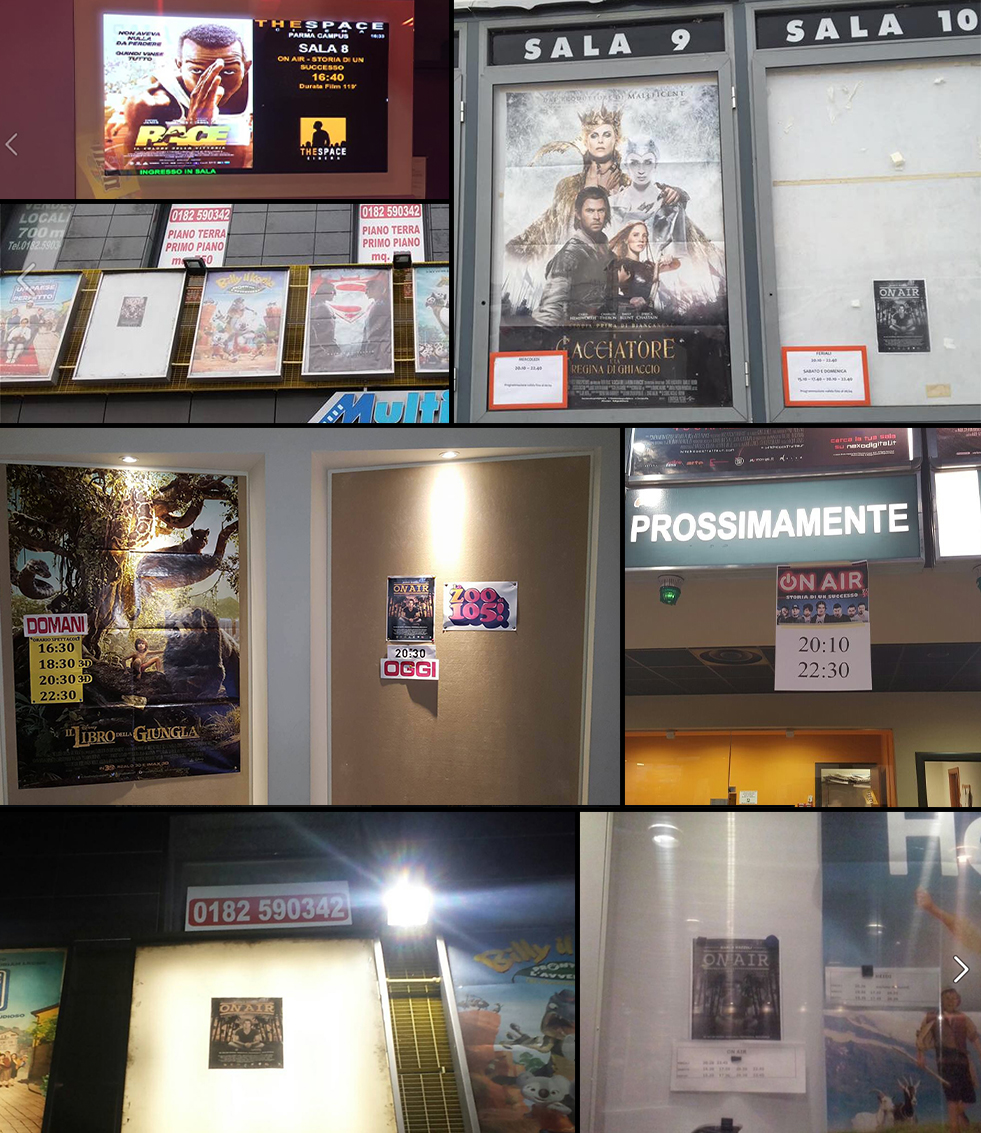
Le locandine del film On Air: Stori di un Successo, nei cinema

### Critica
Il film è stato ben accolto dalla critica e ha ricevuto buone recensioni da parte del pubblico e degli esperti. 
In alcune recensioni il film viene apprezzato per come racconta la favola di "uno che ce l'ha fatta" e racconta la lungimiranza con cui Marco Mazzoli ha tentato ed è riuscito a realizzare il suo sogno, mettendo in luce l'aspetto umano dei protagonisti.
Da altre parti, invece, sono state criticate l'eccessiva lunghezza e il contenuto esageratamente autocelebrativo.

## Riconoscimenti
- Magna Graecia Film Festival (2016)
  - Premio Miglior regia a Davide Simon Mazzoli